# Elizabeth Green
Elizabeth Green (Springfield, Massachusetts; 10 de octubre de 1905 - Longmeadow, Massachusetts; 9 de mayo de 2001), profesionalmente conocida como La mujer cigüeña, fue una artista de circo estadounidense judía que se presentaba al público como una "mujer cigüeña" al comienzo de los años 1900. Una enfermedad genética era la causante de sus características poco comunes, aunque no se conoce que padeciera ningún otro problema médico. Fueron su gran y alargada nariz y su delgada estructura ósea las que le otorgaron el nombre de mujer cigüeña.

## Biografía
Green fue la auténtica y precursora Koo Koo la Mujer Ave y se fue de gira con el Ringling Brothers Circus. Su espectáculo era principalmente cómico y en él aparecía bailando vestida con un traje lleno de plumas, unos zapatos enormes que simulaban unas garras de pájaro y una larga pluma en su cabeza. Hay gente que afirma que Green solía estar en la puerta del circo para captar la atención de los transeúntes, puesto que era una de los “monstruos menos raros”. En algunas ocasiones se la conocía como Molina the Pinhead, aunque es probable que fuera sólo para diferenciarla de Koo Koo la Mujer Ave en el elenco de Freaks, que tenía un papel similar al suyo. Muchos afirman que apareció en la película porque era una aficionada al cine que quería conseguir un autógrafo de Ronald Colman.
Se hizo famosa a raíz de su aparición como "la mujer cigüeña” en Freaks, película de 1932 de Tod Browning. Aparece en múltiples escenas a lo largo de la película y tiene una escena de diálogo con Frances O’Connor (la mujer sin brazos) en la que conversan mientras cenan. En la película, Minnie Woolsey recibió el apodo de “Koo-Koo la Mujer Ave” con la que se le asocia más comúnmente puesto que fue ella y no Elizabeth Green la que protagonizó la escena del baile sobre la mesa. Aunque se desconoce qué opinaba de su competencia, tras la película volvió a su papel de Koo Koo la Mujer Ave.                                                                    
Murió el 9 de mayo de 2001 a la edad de 95 años. Era la última superviviente de la película La parada de los monstruos.
- Datos: Q598900